# Kelloggella oligolepis
Kelloggella oligolepis är en fiskart som först beskrevs av Jenkins, 1903.  Kelloggella oligolepis ingår i släktet Kelloggella och familjen smörbultsfiskar. Inga underarter finns listade i Catalogue of Life.